# سالیوان و کرامول
سالیوان و کرامول (به انگلیسی: Sullivan & Cromwell) یک شرکت حقوقی چندملیتی است که در سال ۱۸۷۹ تأسیس شد و مرکز آن در نیویورک است. این شرکت بیش از ۸۰۲ وکیل دارد و درآمد آن در سال مالی ۲۰۱۰ بالغ بر ۱٫۰۸ میلیارد دلار بوده‌است.

## افراد سرشناس
- جان فاستر دالس، وزیر خارجه آمریکا[۱]
- آلن دالس، مدیر سیا[۱]

## دفاتر
- پکن (۱۹۹۹)
- فرانکفورت (۱۹۹۵)
- هنگ کنگ (۱۹۹۲)
- لندن (۱۹۷۲)
- لس آنجلس (۱۹۸۴)
- ملبورن (۱۹۸۳)
- نیویورک (۱۸۷۹)
- پالو آلتو، کالیفرنیا (۲۰۰۰)
- پاریس (۱۹۲۷)
- سیدنی (۲۰۰۱)
- توکیو (۱۹۸۷)
- واشینگتن، دی سی (۱۹۷۷)